# Когут Богдан Йосипович
Богдан Йосипович Когут (* 15 березня 1921, село Конюхи, Козівський район, Тернопільської області — пом.16 лютого 2011, Львів) — український письменник, політв'язень, член ОУН, Член Спілки письменників України, Товариства політичних в'язнів та репресованих. Лауреат літературної премії імені Богдана Лепкого.
Похований на Личаківському цвинтарі.
Батько — Йосип Когут — новеліст, історик, воїн УГА.

## Освіта
Закінчив факультет романо-германської філології Одеського державного університету.

## Життєвий шлях
Наприкінці 30-х років був діячем підпілля ОУН, вояком УПА. Під час війни був арештований німцями. Тричі втікав з-під розстрілу.
1945-го року заарештований СМЕРШ-ем і 1947 року засуджений до смертної кари. Покарання замінено багатолітнім ув'язненням в таборах ГУЛАГу. 1956-го року звільнений з-під арешту з забороною проживання в Західній Україні. Не реабілітований.
Поселився в Миколаєві. Закінчив Одеський університет за спеціальністю «англійська філологія». Вільно володів англійською, німецькою, польською та іспанською мовами. Викладав англійську в середній школі м. Миколаєва.
Останні роки життя пан Богдан Когут мешкав у Львові, де провадив активну письменницьку роботу.
У 70-літньому віці родина Когутів взяла на виховання двох хлопчиків.

## Творчість
Автор збірки «Трилогія» та публікацій у періодичних виданнях.
Твори Богдана Когута — а це п'ять томів книг і зокрема трилогія «Під чорними вітрами» [Архівовано 20 Квітня 2021 у Wayback Machine.], «Гіркий присмак волі» та «Оповіді каторжанки» про сибірський табір для українських жінок-політв'язнів.
Основна тема — глибокий психологічний аналіз і опис подій тоталітарного минулого.
Богдан Когут, який замолоду став на прю із «чорними вітрами» тоталітаризму, не залишав поля бою і в зрілому віці, коли його зброєю стала власна пам'ять і літературний хист. Він писав: «Не вірте поетам: мертвий Герой ворога не може бити, поки той ворог живий. Це нині я так розумію і стверджую. Це я нині пишу з відстані півстоліття і з певним багажем прожитого нелегкого життя, здобутим через відкритий експеримент мерзенної ланки переслідувань, „пєрєдєлок“, таборів, нудкого трупного фетору і постійних — 99 із 100! — невдач; нині, коли я вже досвідчений, освічений і на схилі літ. Тепер я вже „мудрий“. Але тоді мені минуло лише 20 років! Хто з нас не був наївним у такому віці? Коли найфантастичніше марення здавалося нам досяжним, реальним? Чого ми тоді не могли? Ми все тоді „могли“! Навіть молох війни нам здавався дрібничкою. Я нині вже не вмію так мислити, як мислив у той час; я тоді не написав би так, як пишу тепер. Півстоліття!..».
Богдан Когут був щасливим автором, бо йому судилося побачити друком свої мемуари: 1995 року їх видам Інститут українознавства ім. І.Крипєякевича НАН України, а 1997 — Інститут української археографії та джерелознавства ім. М. С. Грушевського НАН України. Власне спогади «Під чорними вітрами» й здобули автору заслужену славу.
У передмові до роману-спогаду «Під чорними вітрами» св. п. професор Ярослав Дашкевич писав:
| Спогади Богдана Когута, сина українського народу — і сина з багатодітної родини «звичайного» селянина («звичайного» — бо просто українського патріота, бо вояка Української Галицької Армії, бо жертви польської пацифікації й російських т. зв. радянських переслідувань — отже цілком уже «звичайного», бо саме такими були селяни-патріоти) Йосифа з села Конюхи на Бережанщині — вражають не лише змістом, але й стилем, манерою написання. Автор не був пересічним свідком повсякденних і не повсякденних подій бурхливих років української національно-визвольної боротьби. Він був також вдумливим спостерігачем, учасником, активним діячем, що зумів робити висновки з побаченого й пережитого. Висновки для себе і для майбутніх поколінь. Він має — вистраждане долею — право на власні оцінки, власні думки, власні міркування. Найвищим критерієм вартості мемуарів, перенесених на папір, є їхня правдивість. Усі ми, його читачі, повинні бути лише вдячні тим чітким образам минулого, які його пам'ять донесла до нас і донесе до майбутніх читачів, дослідників, істориків… У 70-х та 80-х роках ще й велося справжнє полювання за мемуаристами: спогади відбирали, їх знищували в топках КДБ. Авторів шантажували, тероризували, часто намагалися запроторити знову в місця, в яких вони б замовкли навіки. Це була війна з пам'яттю народу, якого треба було остаточно перетворити в москвопослушного німого раба. Це була війна з історичною правдою, яку треба було знищити, сфальшувати, щоб її не передали потомкам. Боротьба ворога з пам 'яттю народу коштувала багато жертв. Але не все з цього минулого вдалося знищити безслідно, затоптати в болоті забуття, замінити ошуканством і переможним глумливим танцем на побойовищах та цвинтарищах…. Богдан на героя не позував, він виконував свій звичайний щоденний національний обов'язок. |